# Gene Brewer
Gene R. Brewer (* 4. Juli 1937 in Muncie, Indiana) ist ein US-amerikanischer Schriftsteller.

## Leben
Gene Brewer studierte Chemie an der DePauw University in Greencastle, Indiana und promovierte in Biochemie an der University of Wisconsin in Madison, Wisconsin. Forschungsprojekte über DNA-Replikation und Zellteilung hatte er unter anderem am St. Jude Children’s Research Hospital in Memphis, Tennessee und an der Case Western Reserve University in Cleveland, Ohio.

## Werk
Brewer ist vor allem für seine K-PAX-Trilogie bekannt, die von einem Außerirdischen namens prot in einer psychiatrischen Anstalt handelt. Der erste Roman hierzu erschien 1995 und wurde von Iain Softley unter dem Titel K-PAX (deutscher Titel: K-PAX – Alles ist möglich) verfilmt, sowie mit Uraufführung 2010 ans Theater gebracht. prot besucht die Erde erneut in den nächsten beiden Romanen. Im vierten Roman, der 2007 erschien, besucht eine Frau vom Planeten K-PAX die Erde. Der vierte Roman ist eine Aufforderung zum Veganismus und zur Gleichbehandlung von Menschenaffen. Sein erster Roman wurde unter anderem ins Deutsche, Spanische und Tschechische übersetzt.
Gene Brewers folgenden zehn Bücher erschienen beim Selbstverlag Xlibris als Books-on-Demand.

## Bibliografie (Auswahl)
K-PAX
- 1 K-PAX (1995)
  - Deutsch: Wie von einem fremden Stern. Übersetzt von Klaus Fröba. Goldmann, 1996, ISBN 3-442-43311-8.
- 2 K-PAX II: On a Beam of Light (2001)
- 3 K-Pax III: The Worlds of Prot (2002)
- 4 K-Pax IV: A New Visitor from the Constellation Lyra (2007)
- 5 K-PAX V: The Coming of the Bullocks (2014)
- K-PAX: The Trilogy (2004, Sammelausgabe von 1–3)
- Prot’s Report (Kurzgeschichte, 2004, in: Gene Brewer: K-PAX: The Trilogy)